# Abraham Buschke
Abraham Buschke (Nakło nad Notecią, 27 settembre 1868 – Terezín, 25 febbraio 1943) è stato un dermatologo tedesco.

## Biografia
Nel 1891 ricevette il suo dottorato a Berlino, e in seguito fu assistente chirurgico a Greifswald. Successivamente lavorò presso le cliniche dermatologiche a Breslavia sotto Albert Neisser (1855-1916) e a Berlino con Edmund Lesser (1852-1918). Nel 1906 divenne capo di dermatologia presso la Rudolf-Virchow-Krankenhaus. Nel 1943 morì nel campo di concentramento di Theresienstadt, in Boemia.
Abraham Buschke si è specializzato nella ricerca delle malattie veneree. Nel 1926 con Martin Gumpert (1897-1955) pubblicò un trattato sulla sifilide nei bambini intitolato Geschlechtskrankheiten bei Kindern.
Nel 1894 con il patologo Otto Busse (1867-1922), Buschke descrisse una malattia infettiva causata dal fungo Cryptococcus neoformans. Questa condizione viene talvolta definita "malattia Busse-Buschke".